# Farní charita
Farní charita (FCH) je nezisková humanitární organizace zřizovaná podle Kodexu kanonického práva (kánon 114, 116) jakožto církevní právnická osoba. Je součástí Charity Česká republika a určité arci/diecézní charity. Její činnost se zaměřuje zejména na území farnosti, nicméně může působit i mimo něj. Pro charity působící na větší ploše se užívá spíše název oblastní charita. Farní charity bez zaměstnanců a právní subjektivity se nazývají dobrovolnými.